# كانغ يي سيو
كانغ يي سيو هي مغنية وممثلة كورية جنوبية ولدت في 22 أغسطس 2005.